# Narses (patrício do século VII)
Narses (em grego: Ναρσής) foi um oficial bizantino do século VII, cuja existência é conhecida a partir de seus dois selos (Zacos 950 e 2210). Seu nome é registrado no observo dos objetos, enquanto no reverso a inscrição indica que era patrício e general.

## Nome
Narses é a forma helenizada e latinizada do nome. Em armênio, ocorre como Nerses. A atestação mais antiga do nome ocorre nos Feitos do Divino Sapor, uma inscrição trilíngue do reinado do xainxá sassânida Sapor I (r. 240–270). Em parta é registrado como Narsēs e em pálavi como Narsē. O nome deriva do avéstico Nairyō saŋha-, que literalmente significa "o de muitos discursos", ou seja, o mensageiro divino.